# Philippe Kieffer
Philippe Kieffer   (Port-au-Prince, 24 d'octubre de 1899 - Cormeilles-en-Parisis, 20 de novembre de 1962) va ser un oficial de la Marine nationale francesa. Durant la Segona Guerra Mundial va crear i dirigir els primers comando de la Marina Francesa, coneguts com a Comandos Kieffer. Va ser nomenat Company de l'Alliberament, sent considerat un heroi de les Forces de la França Lliure.

## Biografia
Nascut a Port-au-Prince, Haití, a una família catòlica d'origen alsacià. Els seus avis, després de la Guerra francoprussiana i l'annexió d'Alsàcia-Lorena a l'imperi Alemany decidiren emigrar a Jamaica. Estudià a Jersey. Seguí amb els seus estudis a París i es diplomà a l'Escola d'Alts Estudis Comercials, esdevenint director de banca als Estats Units i al Canadà.

### Segona Guerra Mundial
En el moment de l'esclat de la Segona Guerra Mundial, Kieffer es trobava a Nova York. Malgrat la seva edat (40 anys), es presentà com a voluntari el 10 de setembre de 1939 i oficial de la reserva una setmana després de l'inici de les hostilitats. Nomenat com a sotstinent i destinat a intèrpret militar, ingressà a la Marina el 10 de setembre de 1940, sent destinat al cuirassat Courbet, participant en la batalla de Dunkerque. Després de la derrota francesa, respongué a la crida del General de Gaulle marxà cap al Regne Unit el 19 de juny de 1940. Allà, s'uní a les Forces Navals de la França Lliure el dia de la seva creació, l'1 de juny de 1940.
Donat el seu anglès fluid, demanà servir com a traductor i oficial de xifrats. Impressionat pels mètodes dels comando britànics, Kieffer demanà autorització per formar una unitat francesa d'elit basant-se en el model britànic. Al maig de 1941, l'almirall Emile Muselier autoritzà la creació del 1r Batalló de Comandos Fusellers Marins, format per una vintena de voluntaris. Van realitzar el seu entrenament a la base d'Achnacarry (Escòcia), on diversos candidats havien mort durant l'entrenament. Finalment, la nova unitat va ser inclosa al Comando n.2 britànic (que es faria famós per l'Atac a Saint-Nazaire -Operació Carro-, el 28 de març de 1942).
L'1 de juliol de 1942 va ser promogut a lieutenant de vaisseau, i el 19 d'agost de 1942, el 1r batalló va participar en l'assalt de Dieppe. El 1943, el comando francès ja estava format per dos batallons, i era emprat amb regularitat per fer ràtzies nocturnes a les costes de França i els Països Baixos durant els preparatius per a la invasió de Normandia. El 1944, els 177 membres del 1r BFM Comando van ser integrats al Comando n.4 (a les ordes del tinent coronel Dawson), formant part de la 1a Brigada de Servei Especial del Brigadier Lord Lovat.

### L'alliberament de França
Havent estat promogut a capitaine de corvette a la vigília, Kieffer desembarcà a les 07:31 a Sword Beach (a Colleville-Montgomery) el 6 de juny. Els Bérets verts  van tenir 21 morts i 93 ferits, amb el mateix Kieffer sent ferit en dues ocasions, però rebutjant ser evacuat durant dos dies. Els comandos francesos van destruir un punt fort a Riva-Bella, establint contacte amb les tropes paracaigudistes britàniques a Pegasus Bridge a les 13:30. Al final del dia, havien penetrat fins a 14 km.
Kieffer tornà amb els seus homes el 14 de juny, a temps per participar en l'avanç cap al Sena i Honfleur. Amb dos dels seus homes, va ser el primer membre de les Forces Lliures Franceses en entrar a París. El seu fil de 18 anys, que feia poc que s'havia unit al maquis, va ser mort pels alemanys per les mateixes dates.
A l'octubre de 1944, el Batalló de Comando ja estava compost per 3 companyies. Kieffer el comandà durant les invasions de i de, per capturar el port d'Anvers. Posteriorment prendria part en els atacs contra les illes neerlandeses ocupades. El 1945 va ser nomenat per formar part de l'Assemblée consultative, començant a treballar al Quarter General de les Forces Interaliades.

### Després de la guerra
Un cop finalitzada la guerra, Philippe Kieffer abandonà l'exèrcit i va ser elegit Conseller General d'Isigny (Calvados) al setembre de 1945, formant part del MRP, dimitint del càrrec el 2 de juny de 1946. També serà conseller municipal de Grandcamp-les-Bains (Calvados), on posseïa una residència, no gaire lluny d'on va desembarcar el Dia-D. El 1954 va ser promogut a capitaine de frégate.
El 1948 publicà un llibre de memòries, Béret vert, que esdevingué un clàssic del gènere. El 1962 col·laborà com a assessor de la pel·lícula El dia més llarg, en la que apareix l'assalt contra el casino fortificat d'Ouistreham durant el Desembarcament de Normandia. Va ser interpretat per Christian Marquand.
Va morir d'una hemiplegia a Cormeilles-en-Parisis el 20 de novembre de 1962, i està enterrat a Grandcamp-Maisy, Calvados.
Un centre de Preparació Militar de la Marina va adoptar el seu nom. Originàriament especialitzat en la formació de comandos de marina i infants de marina, va ser tancat després de la supressió del servei militar, però va ser reobert el 2005. El 8 de maig del 2008, a la platja d'Ouistreham, el President de la República Nicolas Sarkozy anuncià la creació d'un sisè comando de marina que portarà el nom Comando Kieffer, i que estarà especialitzat en les noves tecnologies.

## Condecoracions
- Comandant de la Legió d'Honor - 22/11/1955
- Company de l'Alliberament - decret del 28 d'agost de 1944 (creu n° 828)[2]
- Creu de Guerra 1939-1945 (6 palmes de bronze i 1 estrella de bronze)
- Creu del Combatent
- Medalla commemorativa dels serveis voluntaris a la França Lliure
- Medalla commemorativa de la guerra 1939-1945 amb les agulles "France", "Grande-Bretagne", "Libération", "Allemagne"
- Medalla de la França Alliberada
- Insígnia dels Ferits Militars
- Medalla d'Honor (bronze) per accions de coratge i devoció
- Medalla d'Honor (plata) de la Joventut i l'Esport
- Membre de l'Orde de l'Imperi Britànic (Regne Unit)
- Creu Militar (Regne Unit) – 16/07/1944 de mans del Mariscal Bernard Montgomery
- Estrella de 1939-45 (Regne Unit)
- Estrella de França i Alemanya (Regne Unit)
- Medalla de la Defensa 1939-1945(Regne Unit)